# Alopecosa galilaei
Alopecosa galilaei este o specie de păianjeni din genul Alopecosa, familia Lycosidae. A fost descrisă pentru prima dată de Lodovico di Caporiacco în anul 1923.
Este endemică în Italia. Conform Catalogue of Life specia Alopecosa galilaei nu are subspecii cunoscute.